# Achern

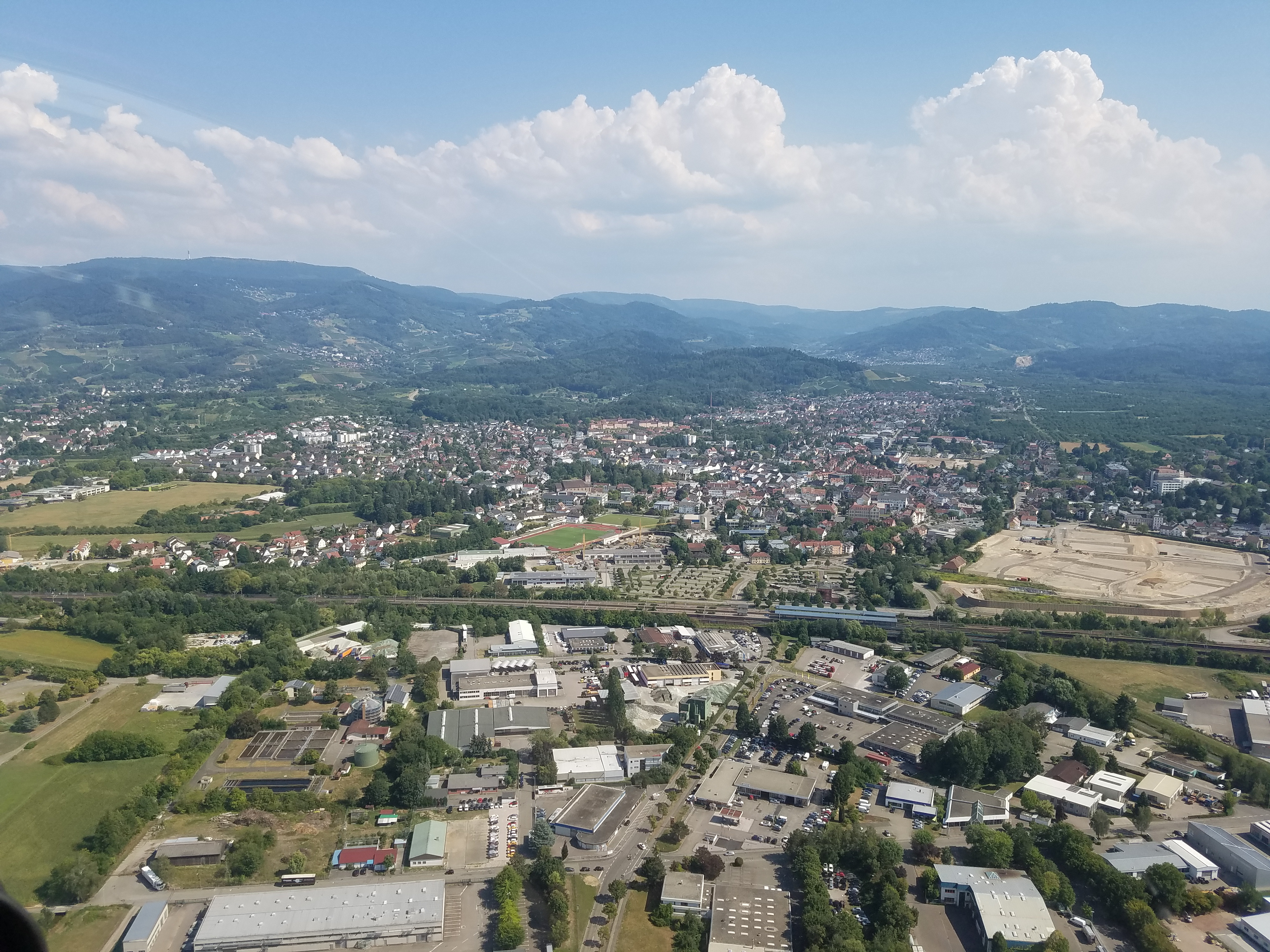
Luftaufnahme von Achern in Richtung Schwarzwald

Achern [ˈaxɐn̩] ⓘ ist eine Stadt im Westen Baden-Württembergs, etwa 18 Kilometer südwestlich von Baden-Baden und 19 Kilometer nordöstlich von Offenburg. Sie bildet ein Mittelzentrum für die umliegenden Gemeinden und ist nach der Kreisstadt Offenburg und den Städten Lahr/Schwarzwald und Kehl die viertgrößte Stadt des Ortenaukreises. Seit dem 1. Januar 1974 ist Achern Große Kreisstadt. Mit den Gemeinden Lauf, Sasbach und Sasbachwalden ist die Stadt Achern eine Vereinbarte Verwaltungsgemeinschaft eingegangen.

## Geographie

### Geographische Lage
Achern liegt am Fuße des nördlichen Schwarzwaldes mit der Hornisgrinde am Eingang des Achertals sowie am östlichen Rand der Oberrheinischen Tiefebene. Die Acher fließt im Südosten vom Schwarzwald kommend in das Stadtgebiet, durchfließt dann in nordwestlicher Richtung den Stadtteil Oberachern und anschließend die Kernstadt mit der Altstadt am rechten Ufer. Sie fließt zwischen den Stadtteilen Fautenbach und Großweier sowie südlich des Stadtteils Gamshurst vorbei und verlässt das Stadtgebiet im Nordwesten in Richtung Rhein. Der Fluss gab der Stadt ihren Namen.
Im Stadtgebiet gibt es einige Baggerseen, in denen teilweise noch Kies und Sand gefördert werden. Der größte ist der Achernsee direkt an der Autobahnanschlussstelle Achern der A 5 im Westen des Stadtgebiets.

### Stadtgliederung
Das Stadtgebiet Acherns gliedert sich in die Kernstadt und die im Rahmen der Gemeindereform der 1970er Jahre eingegliederten Stadtteile Fautenbach, Gamshurst, Großweier, Mösbach, Oberachern, Önsbach, Sasbachried und Wagshurst.
Die Stadtteile mit Ausnahme von Oberachern sind zugleich Ortschaften im Sinne der baden-württembergischen Gemeindeordnung, das heißt, es gibt jeweils einen von den Wahlberechtigten bei jeder Kommunalwahl zu wählenden Ortschaftsrat mit einem Ortsvorsteher als Vorsitzendem. Zu einigen Stadtteilen gehören teilweise weitere Wohnplätze mit eigenen Namen, die meist nur sehr wenige Einwohner haben, oder es sind Wohngebiete, deren Grenzen nicht eindeutig festgelegt sind. Zu ersteren gehören zum Beispiel Litzloch, Michelbuch und Ziegelhütte bei Gamshurst, Malghurst in Sasbachried, Lindenhof in Fautenbach, Schollenhof in Wagshurst und Illenbach und Spinnerhöfe bei Oberachern.
Im Stadtteil Großweier lagen die abgegangenen Ortschaften Edechsenloch, Fronrod, Hohenhurst, Nesselloch, Oberweier und Unterweier. Im Stadtteil Önsbach lag die in Önsbach aufgegangene Ortschaft Oberönsbach. Im Stadtteil Sasbachried lag die aufgegangene Ortschaft Ottenweier und im Stadtteil Wagshurst lagen die abgegangenen Ortschaften Bromhurst und Ziegelhof. Sasbachried ist als Exklave vom übrigen Stadtgebiet Acherns durch Sasbacher Gebiet getrennt; außerdem gehören zu Achern als Exklaven zwei kleine Flurstücke nahe der Hornisgrinde.

### Nachbargemeinden
Die folgenden Städte und Gemeinden grenzen an die Stadt Achern (beginnend im Norden im Uhrzeigersinn): Lichtenau und Ottersweier (beide Landkreis Rastatt) sowie Sasbach, Lauf, Sasbachwalden, Kappelrodeck, Renchen und Rheinau (alle Ortenaukreis).

### Raumplanung
Achern bildet ein Mittelzentrum innerhalb des Verbands Region Südlicher Oberrhein im Bereich des Oberzentrums Offenburg. Zum Mittelbereich Achern gehören neben der Stadt Achern noch die Städte und Gemeinden Kappelrodeck, Lauf, Ottenhöfen, Renchen, Sasbach, Sasbachwalden und Seebach des Ortenaukreises.

## Geschichte

### Bis zum 19. Jahrhundert
Achern wurde um 1095 als „Acchara“ erstmals erwähnt. Wie bei vielen anderen Orten reicht aber die Geschichte sicherlich weiter zurück als die ersten Dokumente belegen. Darauf deuten Ausgrabungen hin, die auf einen römischen Gutshof schließen lassen. Im 11. und 12. Jahrhundert gehörte Achern zur Grafschaft Ortenau. Später wurde zwischen Ober- und Niederachern unterschieden. Niederachern wurde jedoch später nur noch als Achern bezeichnet. Im Hochmittelalter kam der Ort wohl über die Staufenberger und Zähringer an das Reich und wurde der Landvogtei Ortenau unterstellt. Mit ihr kam Achern 1334 an Baden, dann 1351 an das Hochstift Straßburg und ab 1405 teilweise an die Kurpfalz und 1504 an Fürstenberg. Seit 1551 gehörte der Ort zu Vorderösterreich und war Teil der Reichslandvogtei Ortenau. 1495 und 1637 brannte der Ort vollständig nieder und war danach einige Jahre unbesiedelt.
1805 fiel Achern an das spätere Großherzogtum Baden und wurde Sitz eines Amtes. 1808 folgte die Verleihung des Stadtrechts. Eine gewisse Bedeutung erlangte die Stadt in der Badischen Revolution von 1848.

### 20. Jahrhundert
Im Jahr 1924 wurden der Amtsbezirk Achern aufgelöst und sein Gebiet dem Amtsbezirk Bühl zugeordnet, aus dem 1939 der Landkreis Bühl hervorging.
Im Jahr 1940 wurde die Heil- und Pflegeanstalt Illenau im Zuge des Euthanasieprogramms der Nationalsozialisten (Aktion T4) aufgelöst. In ihren Räumen wurde eine „Reichsschule für Volksdeutsche“ eingerichtet, ein Internat, in dem zwischen 1940 und 1944 etwa 250 bis 300 Schülerinnen aus Südtirol unterrichtet wurden, deren Eltern für Deutschland optiert hatten. Eine entsprechende Schule für Jungen befand sich in Rouffach in der Heil- und Pflegeanstalt Rufach. 1942 wurden in der SS-Heimschule, die auf Geheiß von Heinrich Himmler gegründet wurde, an die 60 geraubte Kinder aus Polen „eingedeutscht“. Die Kinder wurden körperlich und seelisch misshandelt. Vier Kinder wurden von der Illenau ins Polen-Jugendverwahrlager Litzmannstadt, ein berüchtigtes Kinder-KZ, nach Lodz deportiert. Zwischen 1943 und 1944 war die Illenau auch eine „Nationalpolitische Erziehungsanstalt“.
Im Rahmen der Operation Nordwind überquerten deutsche Truppen am 5. Januar 1945 zwischen Freistett und Gambsheim den Rhein und errichteten einen Brückenkopf im Elsass. Der Bahnhof Achern und die Straße zum Rhein dienten als wichtige Nachschublinien, in der Jahnhalle Achern befand sich ein Munitionsdepot. Auf Achern wurden am 7. Januar 1945 31 Bomber angesetzt. Laut Kriegstagebuch der 8. US-Luftflotte waren die „Eisenbahnanlagen und der Verschiebebahnhof in Achern“ das Ziel. Sie warfen 115,3 Tonnen Bomben. Etwa 350 Sprengbomben und mehr als 3000 Brandbomben fielen in nur 20 Minuten. In wenigen Minuten standen große Teile der Stadt in Flammen. 108 Gebäude mit 160 Wohnungen wurden total zerstört. 69 Häuser mit 79 Wohnungen wurden schwer beschädigt. 315 Gebäude mit 568 Wohnungen wurden leicht beschädigt. Nur 164 Gebäude von insgesamt 656 erlitten leichte Schäden oder blieben ganz unbeschädigt, das war genau ein Viertel. Dieser Angriff am 7. Januar 1945 hatte somit drei Viertel der Stadt zerstört oder beschädigt. Schlimmer als die Verluste an Häusern waren die an Menschen. In den Büchern des Standesamtes Achern sind die Namen von 67 Toten verzeichnet. Ein nicht mehr auffindbarer (oder noch nicht aufgefundener) »amtlicher Bericht« sagte: »Am 7. Januar wurde Achern mit einem Bombenteppich belegt und der südliche und mittlere Teil der Stadt in einen Trümmerhaufen verwandelt. 75 Menschen fanden darunter den Tod«.
Nach dem Zweiten Weltkrieg gehörte der Landkreis Bühl zum Land Baden und ab 1952 zum Regierungsbezirk Südbaden des Landes Baden-Württemberg. Bei der Kreisreform zum 1. Januar 1973 wurde der Landkreis Bühl aufgelöst. Das südliche Gebiet und mit ihm die Stadt Achern wurde dem neu gebildeten Ortenaukreis zugeordnet.
Die Einwohnerzahl der Stadt Achern überschritt im Rahmen der Gebietsreform der 1970er Jahre die 20.000er-Grenze. Daraufhin stellte die Stadtverwaltung den Antrag auf Erhebung zur Großen Kreisstadt, was die Landesregierung von Baden-Württemberg mit Wirkung vom 1. Januar 1974 beschloss.
Auch die Stadtteile haben eine lange Geschichte. Sie kamen alle 1805 zu Baden und gehörten meist zum Amtsbezirk Achern. Bei der Auflösung des Amtsbezirks Achern 1924 kamen alle Gemeinden zum Bezirksamt Bühl sowie 1939 zum Landkreis Bühl, lediglich Wagshurst kam zum Landkreis Kehl.
Am 28. Mai 1980 wurde das Acherner Kreiskrankenhaus Schauplatz der bis dahin größten Brandkatastrophe der Bundesrepublik. Bei diesem Großbrand musste das gesamte Klinikum unter dramatischen Umständen evakuiert werden. Während 190 Menschen von der Feuerwehr gerettet werden konnten, kamen elf Menschen durch den Brand ums Leben. Sechs Personen starben an einer Rauchvergiftung am Unglücksort, zwei weitere auf dem Transport und drei erlagen den Folgen der Rauchvergiftung wenige Tage später.
Nach dem Brand war das Krankenhaus vollständig geschlossen, die Patienten wurden auf umliegende Kliniken verteilt. Nach einigen Wochen wurde ein provisorischer Klinikbetrieb in einem unbeschädigten Altbau sowie weiteren externen Gebäuden wieder aufgenommen. Der Brand löste eine Debatte über Brandschutzbestimmungen in Kliniken aus.
Der Brand führte dazu, dass Brandschutzbestimmungen sowie deren Umsetzung in Kliniken deutschlandweit überprüft und kontrolliert wurden. Mehr als 100 Millionen D-Mark wurden in der Folge vom Land Baden-Württemberg und den Krankenhausträgern in die Verbesserung des Brandschutzes in Kliniken investiert. Die verbesserten Bestimmungen wurden beim Wiederaufbau des Krankenhauses berücksichtigt, das vier Jahre später, am 2. Mai 1984, seinen Betrieb aufnahm.
Zum 31. Dezember 1993 wurde die Markgraf-Ludwig-Wilhelm-von-Baden-Kaserne aufgelöst.

### Eingemeindungen
Die folgenden Gemeinden und Gemarkungen wurden in die Stadt Achern eingemeindet:
- 1. Januar 1971: Oberachern[11]
- 1. Januar 1973: Fautenbach, Gamshurst, Großweier, Mösbach, Önsbach, Sasbachried und Wagshurst[12]

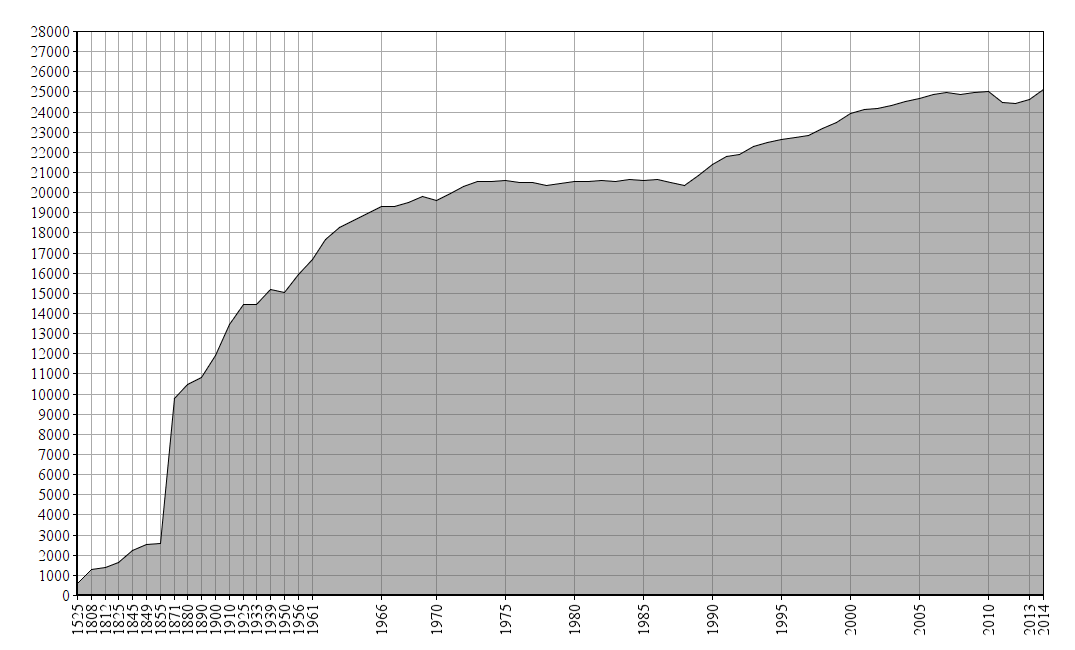
Achern Bevölkerungsentwicklung

### Einwohnerentwicklung
Einwohnerzahlen nach dem jeweiligen Gebietsstand. Die Zahlen sind Schätzungen, Volkszählungsergebnisse (¹) oder amtliche Fortschreibungen des Statistischen Landesamtes Baden-Württemberg.
| Jahr             | Einwohner |
| ---------------- | --------- |
| 1525             | 600       |
| 1808             | 1.300     |
| 1812             | 1.386     |
| 1825             | 1.638     |
| 1845             | 2.242     |
| 1849             | 2.533     |
| 1855             | 2.571     |
| 1. Dezember 1871 | 9.782     |
| 1. Dezember 1880 | 10.488    |
| 1. Dezember 1890 | 10.815    |

| Jahr               | Einwohner |
| ------------------ | --------- |
| 1. Dezember 1900   | 11.896    |
| 1910               | 13.437    |
| 16. Juni 1925      | 14.430    |
| 16. Juni 1933      | 14.435    |
| 17. Mai 1939       | 15.189    |
| 13. September 1950 | 15.037    |
| 1956               | 15.921    |
| 6. Juni 1961       | 16.942    |
| 1966               | 19.299    |
| 27. Mai 1970       | 19.755    |

| Jahr              | Einwohner |
| ----------------- | --------- |
| 31. Dezember 1975 | 20.621    |
| 31. Dezember 1980 | 20.543    |
| 1985              | 20.585    |
| 31. Dezember 1990 | 21.382    |
| 31. Dezember 1995 | 22.658    |
| 31. Dezember 2000 | 23.911    |
| 31. Dezember 2005 | 24.681    |
| 31. Dezember 2010 | 25.014    |
| 31. Dezember 2015 | 25.018    |
| 31. Dezember 2020 | 25.615    |

## Religionen

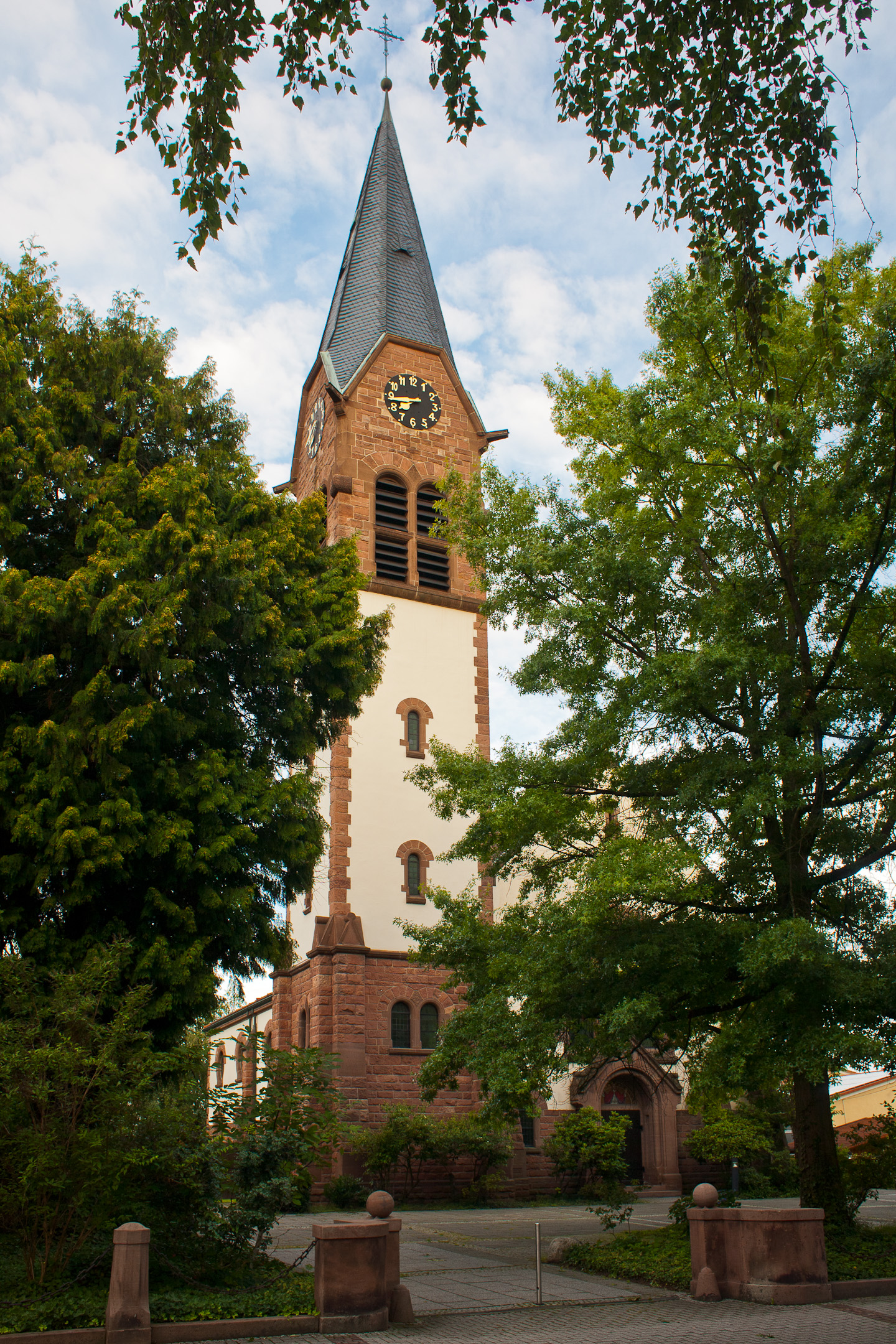
Evangelische Kirche

Die Gemeinde Achern gehörte anfangs zum Bistum Straßburg. Infolge der Zugehörigkeit zu Vorderösterreich fasste der Protestantismus nicht Fuß. Daher blieb Achern und sein Umland über Jahrhunderte fast ausschließlich katholisch. 1803 kamen die Orte zum Bistum Konstanz, bevor diese 1821/27 Teil des neu gegründeten Erzbistums Freiburg wurden. Die Gemeinden gehörten dann zum Dekanat Ottersweier. 1929 wurde Achern Sitz eines Dekanats (heute Dekanat Acher-Renchtal), dessen Sitz die katholische Stadtkirche ist. Weitere katholische Gemeinden, deren Kirchen schon sehr früh zu Pfarreien erhoben wurden, gibt es in nahezu allen Stadtteilen. Lediglich Mösbach wurde erst 1865 eigene Pfarrei und Sasbachried gehört zur Nachbargemeinde Sasbach. Alle Gemeinden gehören zum Dekanat Acher-Renchtal innerhalb des Erzbistums Freiburg.
Anfang des 19. Jahrhunderts zogen auch Protestanten nach Achern. Der erste evangelische Gottesdienst wurde 1842 in der Heil- und Pflegeanstalt Illenau gehalten. 1892 wurde die evangelische Gemeinde Achern gegründet, die sich 1908/09 ihre eigene Kirche, die Christuskirche, bauen konnte. Zur Gemeinde gehören auch die Protestanten der Acherner Stadtteile Oberachern, Fautenbach, Gamshurst, Großweier und Sasbachried sowie der Nachbarorte Sasbach, Obersasbach und Lauf. Die Stadtteile Önsbach, Mösbach und Wagshurst gehören hingegen zur Kirchengemeinde Renchen. Zunächst gehörte die Kirchengemeinde Achern zum Kirchenbezirk Rheinbischofsheim, später zum Kirchenbezirk Baden-Baden, dann zum Kirchenbezirk Kehl. Seit 2014 ist sie Teil des Kirchenbezirks Ortenau der Evangelischen Landeskirche in Baden. Mit den Siebenten-Tags-Adventisten, der Josua-Christengemeinde, der christlichen Gemeinde Sasbachried und dem Christlichen Zentrum Achern e. V. sind in Achern einige Freikirchen vertreten.
Es gibt drei Moscheen: Die Yunus-Emre-Moschee gehört zum Dachverband DİTİB, die Selimiye-Moschee wird vom Dachverband IGMG geführt und eine weitere Moschee wird von einem Islamischen Verein, der keinem Dachverband angehört, geleitet.
Die Zeugen Jehovas und die Neuapostolische Kirche bilden zahlenmäßig kleinere Religionsgruppen in Achern.
Das religiöse Leben der 26.000-Einwohner-Stadt ist vielfältig: zirka 54 % (14.000) der Einwohner sind Katholiken, zirka 15 % (4.000) Protestanten und zirka 31 % (8.000) haben eine andere Glaubensrichtungen oder sind Konfessionslose (Stand 2020).

## Politik

### Gemeinderat
Die Kommunalwahl am 9. Juni 2024 führten bei einer Wahlbeteiligung von 61,57 % (2019: 58,0 %) zu dem Ergebnis, das in den Diagrammen dargestellt ist:
- SPD: 2
- Grüne: 2
- FW: 7
- ABL: 5
- FDP: 1
- CDU: 8
- AfD: 1

### Bürgermeister
An der Spitze der Gemeinde Achern standen der Heimburge (später Bürgermeister) und der Bauernzwölfer. In badischer Zeit leiteten Bürgermeister und Gemeinderat die Stadtverwaltung. Seit Erhebung zur Großen Kreisstadt 1974 trägt das Stadtoberhaupt die Amtsbezeichnung Oberbürgermeister. Dieser wird für eine Amtszeit von acht Jahren direkt gewählt. Er ist Vorsitzender des Gemeinderats. Sein allgemeiner Stellvertreter ist der Erste Beigeordnete mit der Amtsbezeichnung Bürgermeister.
Bürgermeister und Oberbürgermeister
- 1905–1933: Wilhelm Schechter
- 1933–1945: Richard Kraemer
- 1945–1955: Wendelin Morgenthaler (CDU)
- 1955–1963: Richard Kraemer
- 1963–1991: Winfried Rosenfelder
- 1991–2007: Reinhart Köstlin (SPD)
- 2007–2023: Klaus Muttach (CDU)
- seit 2023: Manuel Tabor (CDU)

Manuel Tabor (CDU) wurde am 17. September 2023 mit 58,7 Prozent der Stimmen zum Oberbürgermeister gewählt. Er trat das Amt am 1. November 2023 an.

### Wappen und Flagge
Das Wappen der Stadt Achern zeigt in gespaltenem Schild vorne in Gold einen halben, rot bewehrten schwarzen Adler am Spalt, hinten in Rot einen silbernen Balken. Die Stadtflagge hat die Farben Rot-Weiß-Rot.
Der Adler taucht bereits in den Siegeln des Gerichts in Achern von 1415 auf. Er ist das Symbol der Reichslandvogtei, zu der Achern gehörte. Nachdem diese an Österreich gefallen war, wurde der weiße Balken in das Siegel mit aufgenommen. Das Siegel diente als Vorlage für das spätere Wappen, das bis heute geführt wird.

### Städtepartnerschaft
Achern unterhält seit 1987 mit der französischen Stadt Morez in der Region Bourgogne-Franche-Comté eine Städtepartnerschaft.
Ein Fahrzeug der Ortenau-S-Bahn trägt den Namen Achern.

## Kultur und Sehenswürdigkeiten

### Theater und Museen
Traditionsreich war das vhs Stat(t)theater, zu dem auch ein „Theater-Kids“-Ensemble gehörte. Im Jahre 2012 wurde das Theater allerdings verkauft und abgerissen. Eine lange Ära ging zu Ende.
Achern verfügt noch über ein privates Theater, das Illenau-Theater Achern e. V.
Das Sensen-Handwerk-Stadtmuseum Achern zeigt die Originaleinrichtung eines Sensenwerkes. Gezeigt wird die Geschichte der Schneidewerkzeuge von der Bronzezeit bis heute. Der Museumsbesucher kann beim Rundgang sehen, wie in 30 Arbeitsschritten aus einem kleinen Stahlstück eine elastisch schwingende Sense entsteht. Gleichzeitig bekommt er Einblicke in die Geschichte der Technik. Der dabei dargestellte Fertigungsprozess kann als Musterbeispiel für frühindustrielle Fertigung und Arbeitsverhältnisse angesehen werden. Ferner wird die Acherner Stadtgeschichte dargestellt.

### Bauwerke

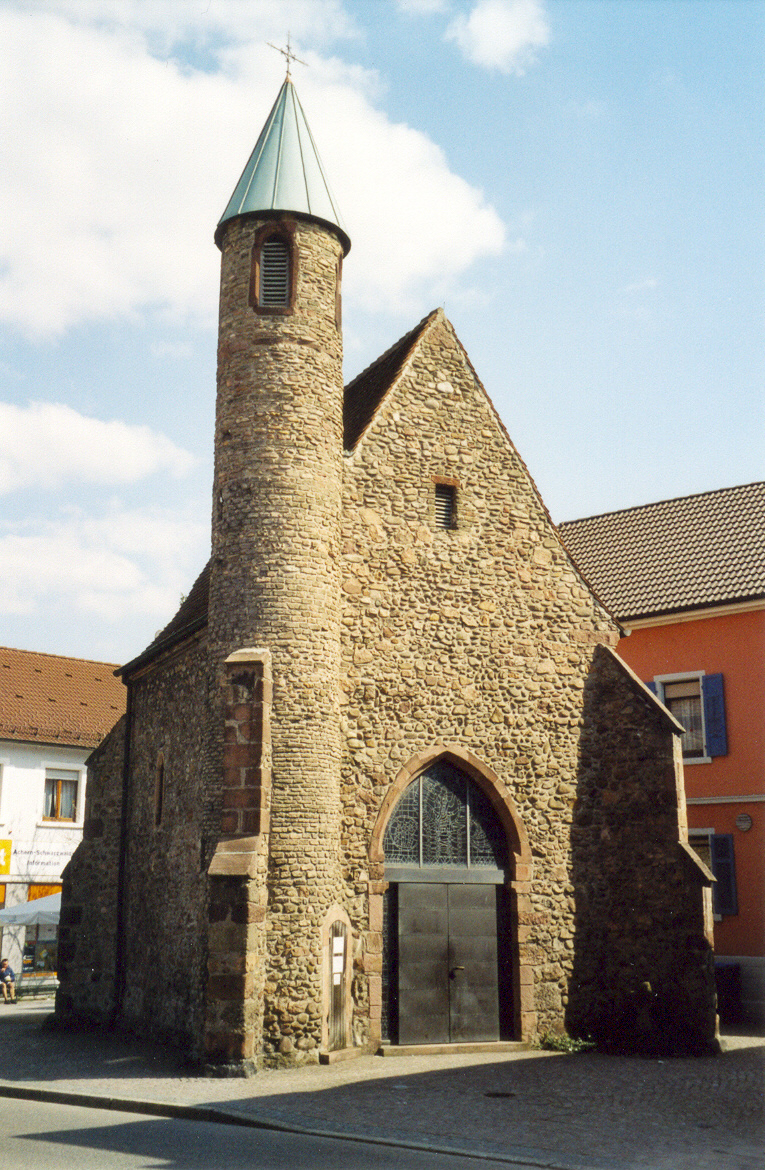
Nikolauskapelle

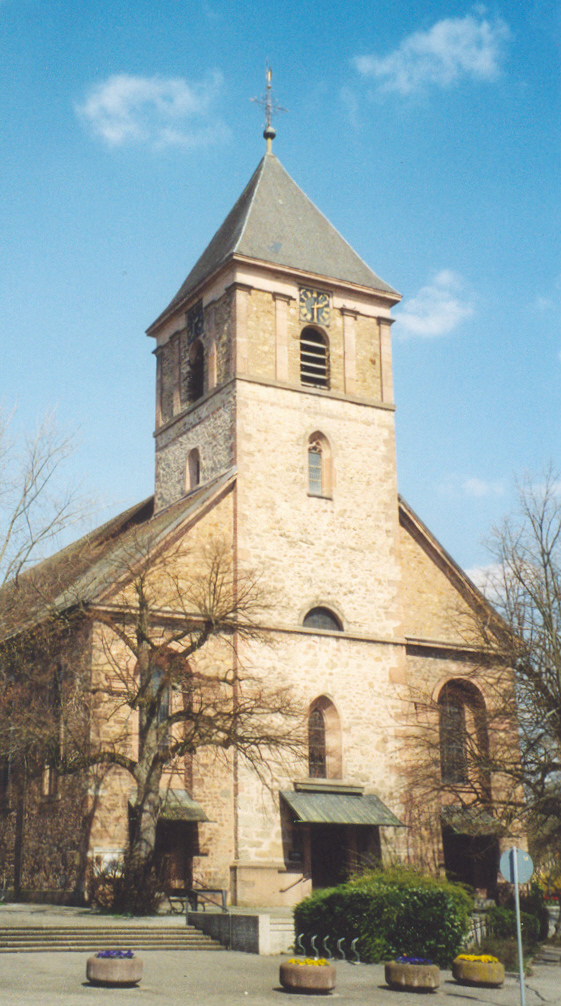
Katholische Kirche

- Die St.-Nikolaus-Kapelle, auch „Klauskirchl“ genannt, ist das Wahrzeichen der Stadt. Sie wurde um 1300 erbaut und hat ein rundes Ecktürmchen.
- Die Hauptkirche der Stadt ist die katholische Kirche Unserer Lieben Frau, die 1824/1825 von Wilhelm Vierordt im Weinbrenner-Stil errichtet wurde. Ihr Vorgängerbau war eine Marienkapelle, die 1489 zur Kaplanei und 1535 zur Pfarrei erhoben worden war. Von ihr blieb der Turm (bis auf das Dach) nebst typisch gotischer Details erhalten, weshalb sich seither auf der Vorderseite der Kirche ein ansehnliches Zusammenspiel von mittelalterlicher Gotik und neuzeitlichem Klassizismus ergibt.
- Sehenswert ist die ehemalige großherzogliche Heil- und Pflegeanstalt Illenau. Sie wurde 1842 erbaut.
- Das Rathaus im Stadtzentrum wurde 1961 bis 1963 nach Plänen von Hans-Dieter Hecker, Günther Hornschuh und Lothar Kiechle (Freiburg) als Ergebnis eines Wettbewerbs gebaut. Das Gebäude steht seit 2003 unter Denkmalschutz. 2015 wurden die beiden oberen Geschosse von der Fachgruppe Hochbau der Stadt Achern unter Leitung von Carmen Weber zur Stadtbibliothek umgestaltet.
- Auf dem Hohbühl steht das 1936 erbaute Landes-Feuerwehr-Ehrenmal Baden-Württemberg.
- In den Stadtteilen gibt es folgende Kirchen:
  - Katholische Kirche des Seligen Bernhard von Baden in Fautenbach (erbaut 1955/56)
  - Katholische Kirche St. Nikolaus Gamshurst (erste Erwähnung im 14. Jahrhundert, nach einem Brand ab 1927 wieder aufgebaut und erweitert im neobarocken Stil)
  - Katholische Kirche Großweier (erbaut ab 1901 im neugotischen Stil)
  - Katholische Kirche St. Roman Mösbach (erbaut 1862, neugotisch)
  - Katholische Kirche St. Stefan Oberachern (erbaut 1903/05 im neoromanischen Stil unter Einbeziehung des spätgotischen Chorturms mit barockem Aufsatz)
  - Wallfahrtskapelle St. Antonius Oberachern (erbaut 1763/64)
  - Katholische Kirche St. Joseph in Önsbach (erbaut 1808, eine Josephskapelle gab es bereits 1686)
  - Katholische Kirche St. Johannes der Täufer in Wagshurst (erbaut 1899 im neuromanischen Stil, doch ist eine Kapelle schon nach dem Dreißigjährigen Krieg bezeugt).

### Musik
Achern ist Sitz der Singakademie Ortenau. Sie wurde überörtlich und überkonfessionell als offener Klangkörper und als gemeinnützige Kulturorganisation für die Region ins Leben gerufen. Sie hat sich die Erarbeitung und Umsetzung von chorsinfonischen Werken und chorischer Kammermusik in wechselnden Besetzungen zum Ziel gesetzt. Mit dem Collegium Vocale Strasbourg-Ortenau in Strasbourg verbindet die Singakademie Ortenau seit 2017 eine enge Freundschaft. Mit gemeinsamen Projekten unter dem Dach: Vox Rheni – Stimme des Rheins und Kultur im Herzen Europas bereichern sie das Kulturgeschehen im Europdistrict Strasbourg-Ortenau.

## Wirtschaft und Infrastruktur

### Unternehmen
Zu den größten in Achern ansässigen Unternehmen gehören die Fischer Group (Edelstahlrohre, Rohrtechnik u. a.) in Achern-Fautenbach und Kasto Maschinenbau (Sägen und Lagern von Metall-Langgut und Blech) in Achern-Gamshurst.

### Medien
In Achern erscheint als Tageszeitung unter dem Namen Acher und Bühler Bote eine Lokalausgabe der in Karlsruhe ansässigen Badischen Neuesten Nachrichten (BNN) und unter dem Namen Acher-Rench-Zeitung eine Lokalausgabe des Offenburger Tageblatts (Mittelbadische Presse).

### Öffentliche Einrichtungen
Achern ist Sitz eines Amtsgerichts, das zum Landgerichtsbezirk Baden-Baden gehört, sowie des zum Amtsgericht zugehörigen Grundbuchamts, dessen örtliche Zuständigkeit unter anderem Lahr im Süden und Rastatt im Norden umfasst. Daneben gibt es in Achern ein Notariat. Das Landratsamt Ortenaukreis hat eine Zweigstelle in Achern mit Kfz-Zulassungsstelle sowie mit Amt für Soziales und Versorgung, Kommunaler Sozialer Dienst. Das Ortenau Klinikum gKAöR (gemeinnützige Kommunalanstalt des öffentlichen Rechtes) unterhält in Achern ein bestehendes Krankenhaus der Grundversorgung und errichtet einen Neubau, der 2028 eröffnet werden und den seit 1913 genutzten Standort ersetzen soll. Die Stadt ist ferner Sitz des Dekanats Acher-Renchtal des Erzbistums Freiburg.

### Bildung
Achern hat ein Gymnasium (Gymnasium Achern), eine Realschule (Robert-Schuman-Realschule), eine Förderschule (Achertalschule), vier Grund- und Hauptschulen, eine davon mit Werkrealschule (Antoniusschule Oberachern, Grund- und Hauptschule Önsbach, Vinzenz-Wachter-Schule in Fautenbach und die Grund- und Hauptschule mit Werkrealschule Achern) sowie fünf Grundschulen in den Stadtteilen Gamshurst, Großweier, Mösbach, Sasbachried und Wagshurst.
Der Ortenaukreis ist Träger der Beruflichen Schulen Achern, der Maiwaldschule in Wagshurst für Sprachbehinderte und der Krankenpflegeschule am Ortenau Klinikum Achern. Ferner gibt es noch die Musik- und Kunstschule Achern-Oberkirch.

### Verkehr

#### Fernstraßen
Achern ist über die Anschlussstelle Achern an der Bundesautobahn 5 Karlsruhe–Basel und mit der B 3, die durch das Stadtgebiet führt, an das Fernstraßennetz angebunden.

#### Bahn- und Busverkehr
Im Bahnhof Achern zweigt die Achertalbahn (Achern–Ottenhöfen) von der Rheintalbahn (Karlsruhe–Basel) ab. Dort halten Regionalzüge, außerdem ist er Endpunkt der Linien S7 und S71 der Stadtbahn Karlsruhe. Er erhielt in den 1990er-Jahren mit der Begradigung und dem viergleisigen Ausbau der Rheintalbahn seinen heutigen Standort.
Den öffentlichen Personennahverkehr bedienen mehrere Buslinien.

#### Radverkehr
Durch eine Alltagsroute aus dem Radnetz Baden-Württemberg ist Achern über die Stadtteile Fautenbach und Önsbach und über Renchen und Appenweier mit Offenburg und in die andere Richtung über Sasbach und Ottersweier mit Bühl verbunden.
Durch das Stadtgebiet verlaufen zwei Landes-Radfernwege: 
- Der Badische Weinradweg[19] führt von Grenzach-Wyhlen am Hochrhein nach Laudenbach im Norden Baden-Württembergs, dabei werden sieben der neun badischen Weinanbaugebiete untereinander verbunden. Die Route verläuft aus dem Renchner Stadtteil Ulm kommend durch Mösbach und Oberachern. Weiter verläuft sie über Obersasbach und Lauf nach Ottersweier.
- Der Naturpark-Radweg Schwarzwald Mitte/Nord führt rund um selbigen Naturpark. Er verläuft auf dem identischen Weg durch das Stadtgebiet wie der Badische Weinradweg.

## Persönlichkeiten

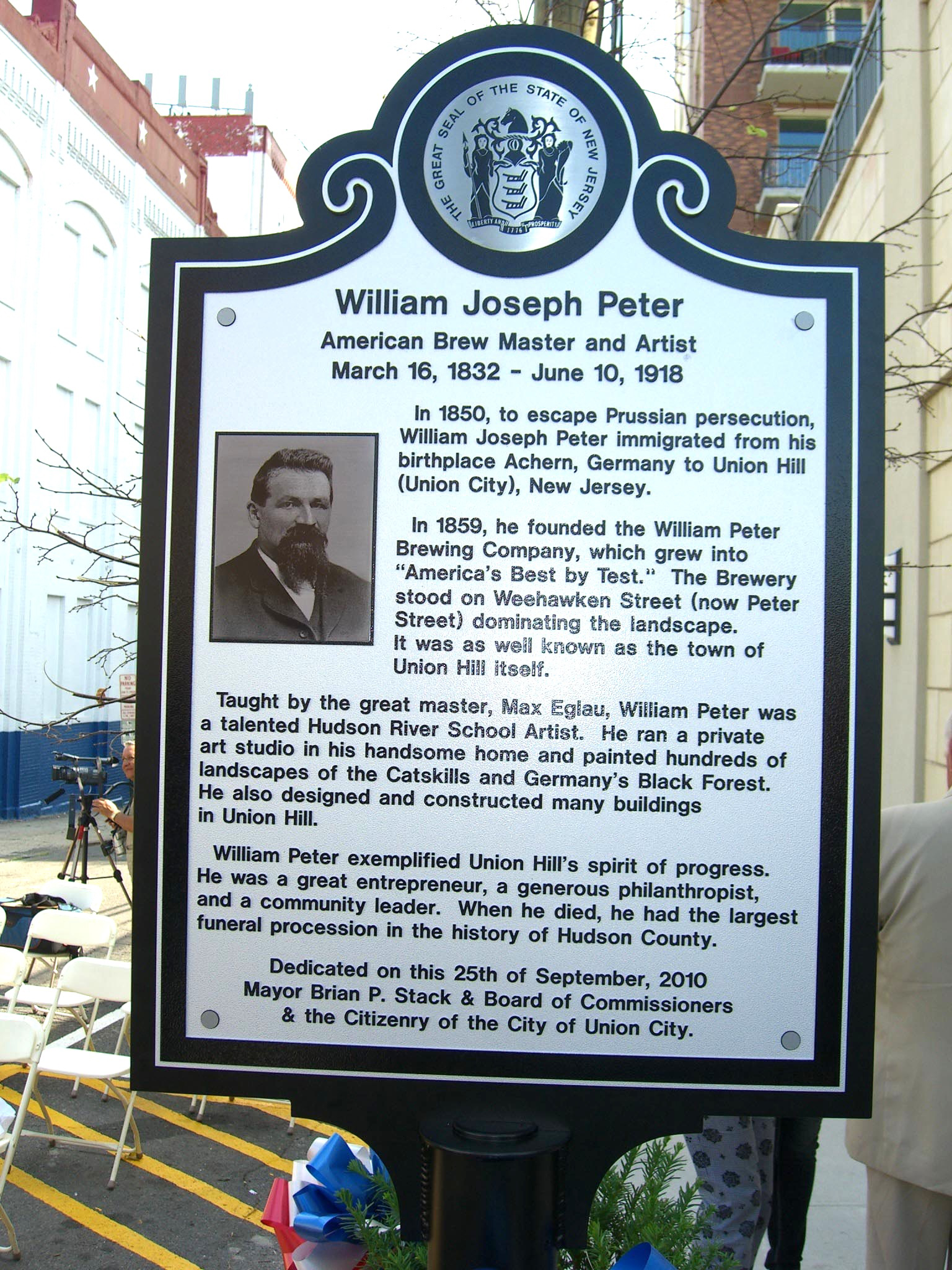
William Joseph Peter

### In Achern geboren
- Joseph Ignatz Peter (1789–1872), Politiker und Revolutionär
- Max Weber (1824–1901), Offizier der Badischen Armee, Revolutionär und General der Nordstaaten im Sezessionskrieg
- Wilhelm Joseph Peter (1832–1918), Braumeister und Künstler. Wanderte 1850 nach Amerika aus.
- Otto Hörth (1842–1935), Journalist, Publizist und Schriftsteller
- Emil Armbruster (1843–1908), badischer Landtagsabgeordneter
- Hugo Stadtmüller (1845–1906), geboren in Gamshurst, Klassischer Philologe
- Karl von Neuenstein (1846–1913), Heraldiker
- Alfred Kast (1856–1903), Internist, Professor an der Universität Breslau
- Karl Kommerell (1871–1962), Mathematiker
- Friedrich Graf (1880–1954), Politiker und Landtagsabgeordneter (Zentrum, CDU)
- Julius Koch (1882–1952), Maler und Grafiker
- Ernesto Wilhelm de Moesbach (1882–1963), Missionar (Araukanien, Chile), Ethnologe, Sprachforscher, Botaniker
- Wendelin Morgenthaler (1888–1963), geboren in Fautenbach, Pädagoge, Politiker (Zentrum, CDU) und MdB
- Heinrich Burkard (1888–1950), Musiker
- Julius Hirsch (1892–1943), Fußballspieler; als Jude im Konzentrationslager Auschwitz ermordet
- Hermann Kessler (1893–1968), geboren in Oberachern, Politiker (FDP), Landtagsabgeordneter
- Hugo Linhard (1896–1950), Generalsekretär des nationalsozialistischen Reichsverbands Deutscher Schriftsteller
- Johannes Künzel (1899–1978), geboren in Oberachern, Politiker (NSDAP), Reichstagsabgeordneter
- Rosel Heim (1902–1992), Kosmetikerin und Unternehmerin
- Karl Braun (1902–1937), Motorradrennfahrer
- Karl Kindermann (1903–1983), Altphilologe
- Franz Ruschmann (1910–1942), Widerstandskämpfer gegen den Nationalsozialismus
- Gerhard Graf (1921–1983), Kommunalpolitiker
- Martha Guttenberger (1921–2009), Auschwitz überlebende Sintiza, wurde 1943 von der Kripo und lokalen Polizisten mit ihrem dreijährigen Sohn „Josefle“ und ihrer elterlichen Familie von Dallau über Mosbach in das Vernichtungslager Auschwitz-Birkenau eingewiesen, dorthin überführt und der dortigen SS übergeben. Weitere Stationen waren die Konzentrationslager Ravensbrück, Schlieben und Altenburg. Nach der Befreiung lief die Überlebende mit zwei Kameradinnen nach Ummenwinkel/Ravensburg und lebte dort in ihrem neuen Lebensmittelpunkt jahrzehntelang in einer Barackenwohnung des vormaligen NS-Zwangslagers Ummenwinkel.[20]
- Winfried Rosenfelder (1923–2009), parteiloser Politiker, Oberbürgermeister von Achern
- Felix Hodapp (1926–2019), Politiker (CDU) und MdL
- Walter Keßler (1939–2021), Journalist und Heimatforscher
- Hubert Lang (* 1946), Arabist, Islamwissenschaftler und Diplomat, Botschafter der Bundesrepublik Deutschland
- Clemens Börsig (* 1948), Manager
- Helmut Merkel (* 1949), Manager
- Adolf Scheck (* 1951), Manager (2010–2016), Vorsitzender des Aufsichtsrats der EDEKA AG, Hamburg
- Veronika Netzhammer (* 1952), Politikerin (CDU)
- Odfried Hepp (* 1958), ehemaliger Neonazi
- Dietmar Späth (* 1963), parteiloser Politiker
- Andreas Lichtenberger (* 1970), Schauspieler und Musicaldarsteller
- Jelka Weber (* 1971), Flötistin, Mitglied der Berliner Philharmoniker
- Dirk Panter (* 1974), Politiker (SPD)
- Manuel Tabor (* 1981), Politiker (CDU), Oberbürgermeister von Achern
- Tobias Peterka (* 1982), Politiker (AfD)
- Hendrik Feist (* 1983), Basketballspieler
- Christoph Moschberger (* 1985), Trompeter, Arrangeur
- Christopher Hatz (* 1991), Radrennfahrer
- Louisa Frank (* 1996), Fußballspielerin
- Florent Muslija (* 1998), Fußballspieler

### Weitere Persönlichkeiten
- Franz Joseph Richter (1801–1865), Jurist, Politiker und Revolutionär; war Hofgerichtsadvokat in Achern.
- Karl Hergt (1807–1889), Leiter der Heil- und Pflegeanstalt Illenau; Ehrenbürger.
- Karl Wilhelm Doll (1827–1905), Theologe und von 1877 bis 1895 Prälat der evangelischen Landeskirche in Baden, verstorben in Achern.
- Heinrich Hansjakob (1837–1916), Volksschriftsteller. Hansjakob war mehrere Male wegen psychischer Erkrankungen in der Heil- und Pflegeanstalt Illenau.
- Bertolt Brecht (1898–1956), Dramatiker und Lyriker des 20. Jahrhunderts. In seiner Jugend hat Bertolt Brecht oft Ferientage in Achern verbracht. Hier lebten seine Großeltern. Sein Vater, Berthold Friedrich Brecht, wurde 1869 in Achern geboren.
- Hugo Huber (1919–2014), Träger der Bürgermedaille der Stadt Achern, Retter und Bewahrer des Illenauer Waldfriedhofs, der dank Hubers Initiative seit 1971 unter Denkmalschutz steht.
- Walter Gerteis (1921–1999), Bildhauer, lebte und wirkte ab 1989 in Oberachern, war Standortkommandant der Acherner Kaserne und ist auf dem Oberacherner Waldfriedhof beerdigt[21]
- Gerhard Lötsch (1930–2009), Historiker, Schriftsteller, Theologe. Bewahrer der Illenau. Ev. Stadtpfarrer 1977–1993, Träger der Bürgermedaille. Auf dem Illenauer Waldfriedhof bestattet.
- Walter Scholz (* 1938), Trompeter, der hier mit seiner Familie lebt und sich neben seiner Tätigkeit als Musiker vor allem über sein Engagement für wohltätige Zwecke einen Namen gemacht hat.